# Georges Fournier (Astronom)
Georges Fournier (* 21. November 1881; † 1. Dezember 1954) war ein französischer Astronom.
Er konzentrierte sich auf die Beobachtung des Planeten Mars. Im Jahre 1909 wurde ihm die Entdeckung von Wolken in der Marsatmosphäre zugeschrieben. Während der Beobachtungskampagne zwischen 1924 und 1929 war er der einzige erfahrene Beobachter, der die abgeleitete Rotationsperiode in Zweifel zog.
Der Krater Fournier auf dem Mars wurde nach ihm benannt.